# تیم ملی فوتبال کوبا
تیم ملی فوتبال کوبا نمایندهٔ کشور کوبا در مسابقات بین‌المللی است که زیر نظر فدراسیون فوتبال کوبا فعالیت می‌کند.
اولین بازی رسمی این تیم در تاریخ ۱۶ مارس ۱۹۳۰ میلادی در برابر تیم ملی فوتبال جامائیکا برگزار شده‌است.